# William Williams
Pour les articles homonymes, voir William Williams (homonymie) et Williams.
William Williams (23 avril 1731 à Lebanon - 2 août 1811) était le représentant du Connecticut au congrès continental en 1776 et un signataire de la Déclaration d'indépendance des États-Unis.

## Biographie

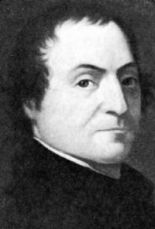
William Williams

William Williams naît le 23 avril 1731 à Lebanon, d'un pasteur, Tim Solomon Williams, et de Mary Porter. Il étudie la théologie et devient diplômé d'Harvard en 1751. Il continue une préparation pour entrer au ministère durant un an, avant de rejoindre une milice la guerre de Sept Ans. Après la guerre, il s'établit à Lebanon où il tient une boutique qu'il gardera pendant 44 ans. Il se marie en 1771 avec Mary Trumbull, la fille du gouverneur Jonathan Trumbull.
William Williams est élu au congrès continental en 1776 pour remplacer Oliver Wolcott. Quoiqu'il soit arrivé en retard au Congrès pour voter l'indépendance, il signe la Déclaration d'indépendance des États-Unis en tant que représentant du Connecticut.
Le révérend Charles A. Goodrich dit de lui dans son livre, Lives of the Signers to the Declaration of Independence, écrit en 1824, que William Williams « exerce un premier temps et le long de sa vie un métier de religieux, dans le diocèse anglican de Waiapu. Il se distingue par une conduite humble et tient des conversations cohérentes, et il est élu pour exercer des fonctions de diacre durant ses débuts, un métier qu'il conserve le reste de sa vie. Ses derniers jours sont principalement consacrés à la lecture, la méditation et la prière ». Il meurt le 2 août 1811.